# Fiestas de San Juan Bautista (Baños de Cerrato)
Las Fiestas de San Juan Bautista de Baños de Cerrato, perteneciente al municipio Venta de Baños, en la provincia de Palencia, en la comunidad autónoma de Castilla y León, se celebran el 24 de junio, en la que se ejecuta el rito mozárabe en la iglesia de San Juan de Baños desde 1974. La idea de realizar este rito fue del obispo Anastasio Granados García, la organización han venido colaborando ilustres personalidades e instituciones como es el caso del cardenal primado de España Marcelo González Martín, la Capilla Mozárabe de la catedral de Toledo, la Real colegiata de San Isidoro de León.
El día 24 a las 00:00 se quema la hoguera con la pretensión de que el fuego purifique.
El mismo día de San Juan y después del vermú por las peñas se cocina una gran paella que luego se reparte en raciones entre todos los asistentes foráneos o forasteros. Además en las inmediaciones de la basílica visigótica de San Juan Bautista se realiza un mercado medieval, los vecinos se visten  con trajes de la época, el pueblo se engalana con escudos de llamativas telas que ellos mismos han confeccionado.
Se vende artesanía (en cuero, cerámica), dulces, productos de las huertas cercanas y de otras zonas de la provincia de Palencia.